# Kanton Selles-sur-Cher
Selles-sur-Cher is een kanton van het Franse departement Loir-et-Cher. Het kanton maakt deel uit van het arrondissement Romorantin-Lanthenay.

## Aanpassingen in 2015
Door toepassing van het decreet van 21 februari 2014, werden op 22 maart 2015 de gemeenten Rougeou en Soings-en-Sologne overgeheveld naar het aangrenzende kanton Saint-Aignan, de gemeente Pruniers-en-Sologne werd opgenomen van het op die dag opgeheven kanton Romorantin-Lanthenay-Sud, Orçay en Theillay van het eveneens op die dag opgeheven kanton Salbris evenals de 8 gemeenten van het kanton Mennetou-sur-Cher.

## Gemeenten
Het kanton Selles-sur-Cher omvat de volgende gemeenten:
- Billy
- La Chapelle-Montmartin
- Châtres-sur-Cher
- Gièvres
- Gy-en-Sologne
- Langon-sur-Cher
- Lassay-sur-Croisne
- Maray
- Mennetou-sur-Cher
- Mur-de-Sologne
- Orçay
- Pruniers-en-Sologne
- Saint-Julien-sur-Cher
- Saint-Loup
- Selles-sur-Cher
- Theillay
- Villefranche-sur-Cher